# Costantino Nivola
Costantino Nivola (né le 5 juillet 1911 à Orani – mort le 6 mai 1988 à Long Island) est un peintre et sculpteur italien.
1911 – 5 juillet, naissance de Costantino (Antine, ‘Tino’, ‘Titino’ ou ‘Titinu’) Nivola à Orani, province de Nuoro (Sardaigne). Il est le cinquième d’une fratrie de dix enfants. Il fréquente l’école élémentaire, puis, à partir de 7 ans et jusqu’à 14 ans, il travaille comme manœuvre avec son père maçon. Sur l’enfance, on peut lire ses Mémoires d’Orani  et autres écrits autobiographiques
1926 – Repéré pour ses talents précoces en dessin par le peintre oranais, Mario Delitala (1887-1990), Nivola le rejoint à Sassari comme « garçon-apprenti » et l’assiste, dans les conditions décrites dans « Départ d’Orani », pour la décoration de l’Aula Grande de l’Université de Sassari. Il y restera cinq ans.
1931 – Sa première ‘commande’ est la décoration d’une villa ‘liberty’ à Cala Gonone, propriété d’un dignitaire fasciste, le comte Gianni Ticca. Après quelques expositions mineures, il obtient, grâce au soutien de Ticca, une bourse pour étudier le dessin, le graphisme etc. à l’École d’Art de Monza (Istituto Superiore per le Industrie Artistiche = ISIA), où il suit, entre autres, les cours de graphisme publicitaire. Ses enseignants sont Edoardo Persico, Marcello Nizzoli, Marino Marini et Giuseppe Pagano, qui le soutiendra en plusieurs occasions. Il se lie d’amitié avec les jeunes artistes sardes Giovanni Pintori (de Nuoro) et Salvatore Fancello (de Dorgali), eux-mêmes boursiers.
1931-1935 – Il participe avec ses amis à différentes expositions locales en Sardaigne, puis à une exposition à Milan avec Pintori. Renvoyé de l’ISIA pour avoir refusé de faire le salut fasciste, il est finalement réintégré au bout de six mois, grâce à l’intervention de Gianni Ticca. À son retour, il rencontre Ruth Guggenheim, juive allemande née à Munich le 12 janvier 1917 et réfugiée en Italie avec sa famille en 1933, qui étudie également à l’ISIA. Ruth est envoyée à Paris par ses parents pour poursuivre ses études. Nivola s’y rend souvent, logé Porte de Clignancourt par sa cousine Giovanna Bertocchi, chez qui il fait la connaissance d’Emilio Lussu et des cercles de réfugiés italiens antifascistes.
1936 – Diplômé de l’École, il participe à la sixième Triennale d’Art de Milan avec une série de panneaux muraux. Recommandé par Giuseppe Pagano, et grâce aux parents de Ruth, amis d’Adriano Olivetti, il est engagé comme graphiste par l’Olivetti, entreprise qui sera après-guerre à la pointe de l’innovation sociale et portée par la personnalité de son directeur, issu d’une famille juive italienne, proche des cercles steineriens. Il fréquente un cercle de poètes autour de Salvatore Quasimodo et Leonardo Sinisgalli. Il fait la connaissance de Saul Steinberg, qui a fui la Roumanie antisémite et vit à Milan depuis trois ans.
1937 – Il devient directeur de la section graphique de l’Olivetti à Milan et participe à l’Exposition universelle de Paris avec des décorations murales du pavillon italien. Il visite le pavillon de l’Espagne républicaine et découvre Guernica de Picasso en même temps que le drame espagnol qui amplifie ses sympathies antifascistes.
1938-1939 – Pressés par les lois raciales qui interdiront bientôt les mariages entre juifs et chrétiens, Costantino Nivola et Ruth Guggenheim se marient le 4 août 1938 à Milan, avec, comme témoins, Fancello et Pintori, l’architecte Cesare Pea et Sinisgalli. Mariage civil, mais aussi religieux, dans une petite église milanaise pour ne pas attirer l’attention des autorités fascistes. Ruth a quelques scrupules à « condamner Tino au ‘destin d’exil des juifs’, mais Tino la rassure. ‘Où tu iras, j’irai’, lui dit-il ». Après le refus de Gianni Ticca de recevoir les jeunes mariés dans sa maison de Cala Gonone, ils partent en voyage de noces à Orani où Ruth est présentée à la famille Nivola. En apprenant que Ruth était juive, la mère de Nivola s’exclame : « Ah, comme la Madone ! ». Comme la Ruth du récit biblique, Ruth Guggenheim est ‘adoptée’ par la famille de son époux. Contraints toutefois de quitter l’Italie, à la fois du fait de la promulgation des lois anti-juives qui menaçaient Ruth, mais aussi des amitiés antifascistes de Costantino qui lui valent d’être recherché par la police pour avoir publié une caricature de l’Italie sous le joug de l’Allemagne nazie dans la revue Giustizia e Libertà, ils se rendent à Paris pour dire au revoir aux parents de Ruth qui viennent enfin d’obtenir leur visa pour les USA grâce à des passeports payés par Nivola. Puis ils décident d’émigrer eux-mêmes quelques mois plus tard, leur présence sur le sol français ayant été signalée par la police politique fasciste aux autorités françaises, qui ne tolèrent plus sur leur sol les « étrangers indésirables ». Ils embarquent à Cherbourg le 19 juillet 1939 à bord du Mauretania et arrivent à New York le 25 juillet.
1939 – Malgré des débuts difficiles à New York, où le couple habite un tout petit appartement sur la rue McDougal, ils établissent des relations amicales avec quelques artistes new-yorkais et d’autres réfugiés qui ont quitté l’Europe, parmi lesquels Willem De Kooning, Fernand Léger, Franz Kline et le catalan Josep Lluís Sert. Ruth fait la ‘nanny’, et travaille aussi avec Tino dans des ateliers de confection. Nivola décide toutefois de gagner sa vie en dessinant et réalise des cartes postales pour le grand magasin Bonwitt Teller. Il peint  ‘de mémoire’ Veduta da Orani (« Vue d’Orani »), au dos de laquelle Saul Steinberg dessinera en 1942 une « Vue de New York » imaginaire.
1940 – Recommandé par la direction de Bonwit Teller, Nivola devient directeur artistique de la revue Interiors, à l’époque une petite revue d’architecture intérieure et de design industriel, et travaillera également pour d’autres revues d’architecture et de décoration. Il rencontre les membres du Bauhaus, exilés au USA, Gropius, Albers, Breuer, dont il publiera les travaux dans Interiors, donnant à la revue une dimension nouvelle, et fréquente des cercles anarchistes de l’émigration italienne.
1942 – Ayant déménagé dans un deuxième petit local sur la 5e avenue (au niveau des 14e-15e rues), ils reçoivent régulièrement Saul Steinberg, qui avait pu être libéré d’un camp d’internement en Italie et avait rejoint les USA, après un périple rocambolesque via le Portugal et la République Dominicaine. Steinberg deviendra un ami très proche des Nivola-Gugenheim. Avec lui, Nivola arpentera les rues de New York et les deux émigrés dessinent frénétiquement la ville. Nivola  reprendra ensuite des vues de New York au début des années 1980.
1943 – En avril, première exposition à New York avec Steinberg à la Wakefield Gallery, dirigée par Betty Parsons : « Drawing in color by Steinberg. Paintings by Nivola. »
1944 – La famille déménage sur la 8e rue Ouest. Espoir de retour à Milan et, le 31 mars, naissance de Pietro, qui deviendra presque aussitôt le sujet de très nombreux dessins et tableaux où il est représenté seul, avec sa mère ou ses deux parents. Collabore avec Bernard Rudofsky pour une série de sculptures, Ideal Nudes.
1946 – Nivola fait la connaissance de Le Corbusier dans des conditions qu’il raconte en plusieurs occasions, et de profonds rapports d’amitié s’établissent entre le célèbre architecte franco-suisse et la famille judéo-sarde Nivola-Guggenheim. De 1946 à 1950, Le Corbusier partagera l’atelier de Nivola lors de ses séjours à New York et deviendra un familier de la maison.
1947 – Naissance de Claire Nivola. Participe à une exposition collective au Brooklyn Museum de New York. Tentative ratée de retour en Italie (Milan).
1948-1949 – Les Nivola s’installent à Springs, East Hampton, Long Island (NY), où ils ont acquis un ancien bâtiment de ferme, avec grange, poulailler et 36 acres de terrain. Ils réhabiliteront eux-mêmes l’endroit qui deviendra le lieu de rendez-vous des amis et du voisinage (Jacskon Pollock, Lee Krasner, De Kooning, puis Steinberg, qui viendra s’installer avec Hedda Sterne dans une maison de l’autre côté de la rue). C’est en jouant avec ses enfants sur la plage de Long Island, que Nivola mettra au point la technique du sand-casting, bas-relief gravé dans le sable et figé par une coulée de plâtre ou de ciment, et dont Le Corbusier s’inspirera également pour certaines de ses réalisations.
1950 – Première exposition personnelle au Tibor de Nagy Gallery, New York et participation à la Quadriennale de Rome. En octobre de cette même année, Le Corbusier, de passage chez les Nivola, réalisera une fresque murale sur deux murs d’angle.
1951 – Avec l’architecte Bernard Rudovsky, il transforme la maison de Springs en « maison jardin », qui fait l’objet d’un reportage dans la revue Domus. Nivola fait également un séjour en Sardaigne envoyé par la revue Fortune pour réaliser une série de dessins devant illustrer un article sur la campagne de lutte anti-malaria dans l’île, financée par la Rockefeller Foundation.
1953 – Il réalise un grand panneau en sand-casting, pour la salle d’exposition de la filiale Olivetti de New York sur la 5e avenue (« la plus belle boutique du monde »), inaugurée en 1954. Il conçoit le projet « The Pergola-Village – Vined Orani » qui, comme la plupart de ses projets sardes, ne verra pas le jour, malgré une seconde proposition de Nivola à la mairie d’Orani en 1987. Il s’agissait d’une structure en pergola qui relierait l’ensemble des habitations du village, réalisant concrètement, et suivant le bleu outremer d’une plinthe basse qui aurait couru de maison en maison, la solidarité de la communauté villageoise, et conduisant à une grande place ouverte ornée d’un « Monument au maçon d’Orani » de dix mètres de hauteur. Le projet est toutefois publié dans la revue Interiors en janvier 1953, puis en italien dans la revue Il giardino fiorito (juillet 1953) sous le titre : « Don Quixote: un po’ di poesia anche nelle città », tandis que la maquette du « Monument » est publiée dans le bulletin sarde du mouvement Communità, fondé par Adriano Olivetti la même année.
1954 – Monument « Four Chaplains War Memorial » à Falls Church, Virginie. Exposition personnelle à la galerie Peridot, New York.
1955 – Commence son enseignement à l’Atelier de Design de l’Université de Harvard dont il devient le directeur. Huit panneaux en bas-relief dans le jardin de la maison de Raymond Loewy sur la Cinquième avenue, New York. Nouvelle exposition personnelle à la galerie Peridot.
1956-1957 – L’Atelier de Design de l’Université de Harvard organise une exposition de ses œuvres. Avec Richard Stein, il participe au concours pour un monument en souvenir de la bataille de Bataan Corregidor (Philippines), avec un projet qui, anticipant le Land Art, devait s’étendre à toute l’île de Corregidor. Fresque de la maison Gagarin, conçue par Marcel Breuer en 1954, à Lichtfield, Connecticut.
Différents travaux d’envergure, dont la réalisation d’une série de panneaux pour la façade du Mutual Hartford Insurance Company sur une surface de 310 m2. La réalisation des panneaux qui se fera à Springs, est largement documentée par une série de photographies où s’exprime à la fois le travail collectif et familial, en même temps que la figure du Nivola, « maçon-manœuvre-sculpteur », que l’on retrouve dans la signature de l’œuvre, aux côtés des noms de tous les participants. L’œuvre sera désignée par le Time, peut-être un peu abusivement, comme « le plus grand bas-relief de l’histoire ». Plusieurs expositions personnelles à New York et à Cagliari.
1958 – Grande exposition organisée par l’Architectural League, à New York. Peinture murale dans la maison de José Luis Sert à Cambridge. Retour à Orani pour trois interventions d’envergure : 1) Graffiti de la façade de l’église de Sa Madona de sa Itria, figurant l’opposition entre Orient et Occident à travers un message de conciliation et de paix ; 2) exposition de sculptures dans les rues avec la participation de la population du village et 3) monument funéraire de sa mère et son frère dans le cimetière du village, documentées par un exceptionnel reportage photographique de Carlo Bavagnoli.
1959 – Bas-relief en sand-casting et graffiti mural pour la faculté de droit de Harvard. Exposition personnelle à la Galerie « Il Milione », Milan, nouveau projet monumental d’un bas-relief de 330 m2 dans un centre d’exposition de Chicago (McKormick Plaza) et panneaux muraux et sculptures pour le parc à jeux d’une école de Brooklyn, Public School 46.
1960 – Réalise un bas-relief et trente-cinq sculptures pour deux dortoirs du campus de l’Université de Yale, conçue par l’architecte Eero Saarinen. Deux expositions personnelles, un panneau mural pour le Motorola Building de Chicago, et la galerie parisienne Claude Bernard intègre ses œuvres dans une exposition intitulée : « Aspects de la sculpture américaine ». Participe au concours pour le monument à la gloire de la Brigata Sassari, qui s’était illustrée pendant la Première Guerre mondiale, à Sassari (non retenu) ; polémique avec Bruno Zevi.
1961 – Il enseigne la sculpture à l’Université Columbia et participe à une exposition collective organisée par la New School for Social Research, New York.
1962 – À la demande d’Henri Cartier-Bresson, rencontré à New York, Nivola l’accueille à Orani et l’accompagne dans un reportage sur la Sardaigne resté partiellement inédit. Première exposition des « Lits » (terre-cuite et bronze) à la galerie Ariete de Milan. Panneaux muraux pour la bibliothèque Charles Patterson, Université de Pennsylvanie. Médaille d’or de l’Architectural League, et diplôme du mérite de la Municipal Art Society, New York. Conçoit avec Richard Stein des statues, des panneaux muraux et une fontaine pour la Stephen Wise Recreation Area, New York. Devient professeur associé du département d’Art de l’Université Columbia.
1962-1965 – Il est invité à la campagne internationale pour le sauvetage des temples d’Abu Simbel menacés par la construction du barrage d’Assouan. Nombreuses distinctions, charges universitaires, expositions et commandes publiques.
1964-1967 – Premières « Plages » (en terre cuite). Conception (avec Richard Stein) et réalisation de la place Sebastiano Satta à Nuoro, largement documentée à travers un livre de S. Naitza, « Una piazza per un poeta » et un reportage photo réalisé par Nivola lui-même. Elle sera inaugurée en juin 1967.
1968 – Sculpture pour les Olympiades de Mexico, représentant l’Italie. Propose à la ville d’Ales (Prov. d’Oristano), ville natale d’Antonio Gramsci (1891-1937), un monument au philosophe et homme politique sarde, qui sera finalement confié, à son grand dam, au sculpteur italien Giò Pomodoro … Expositions à New York et à Nuoro.
1969-1985 – Nombreuses commandes pour des bâtiments publics (écoles) ou privés et plusieurs expositions personnelles et collectives aux USA, au Canada et en Italie (Rome, Cagliari). Enseignement à Harvard (1970, 1973), à l’Académie des Beaux-Arts de La Haye (Hollande) (1975) et à Berkeley (1978-1979, puis 1982). Nombreuses nominations. En 1974, commence les sculptures en marbre des « Mères », dont il affinera les lignes jusqu’à la fin de sa vie, dans les différentes déclinaisons des « Veuves » ou « Argia ». En 1980, exposition personnelle à Cagliari à la Galerie Arte-Duchamp.
1985-1987 – Conception et réalisation d’une série de statues pour le siège du Conseil régional de la Sardaigne à Cagliari (inauguré en 1988). Réalisation (1987) d’une fontaine sonore au lavoir municipal d’Ulassai, le village de son amie Maria Lai, connue dans les années 70 à Rome. Exposition à ciel ouvert (« Formes au vert ») à San Quirico d’Orcia (Toscane) et à New York (Galerie Washburn).
1988 – Ses œuvres sont exposées dans la collection Peggy Guggenheim (sans lien de parenté ni de quelque autre nature avec Ruth) dans le cadre d’une exposition intitulée Trois artistes italo-américains. Costantino Nivola meurt le 5 mai à Long Island, quelques jours avant de se rendre à Cagliari pour l’inauguration du siège du Conseil régional de Sardaigne.
1995 – Le musée Nivola d’Orani est inauguré le 7 juin, à l’initiative de la Fondation Nivola, créée par Ruth Nivola.

2008 – le 16 janvier, Ruth Nivola meurt à Long Island.

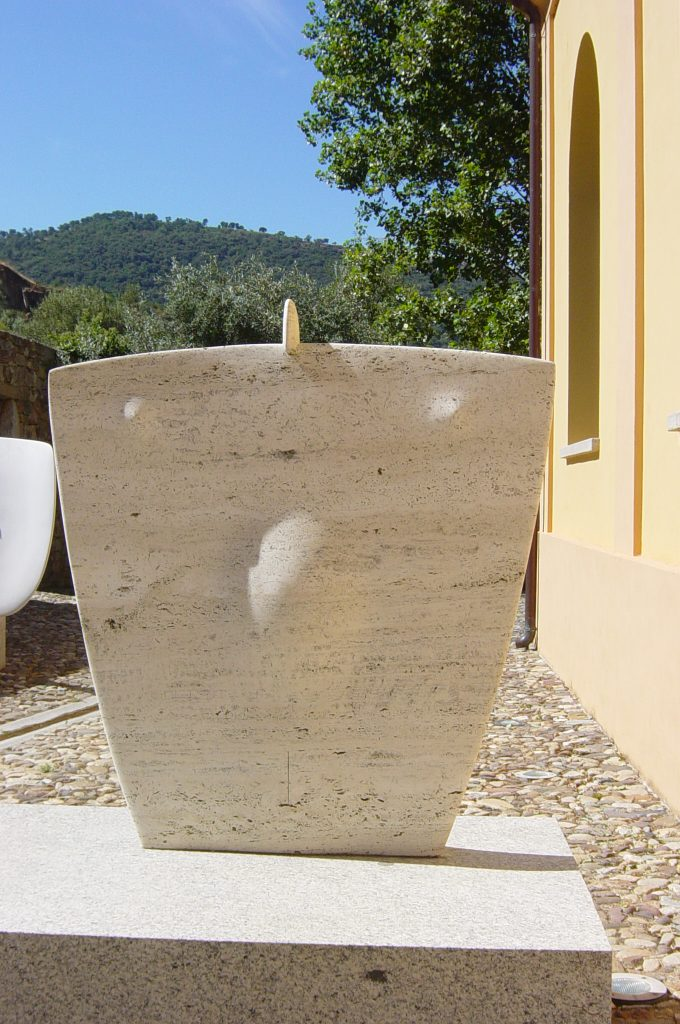
Figura femminile